# Pemafibrate
Pemafibrate, được bán trên thị trường với tên Parmodia, là một chất chủ vận thụ thể alpha (PPARα) được kích hoạt bởi peroxisome. Nó được phát triển và tiếp thị bởi Kowa Dược phẩm.
Vào ngày 3 tháng 7 năm 2017, Cơ quan Dược phẩm và Thiết bị Y tế đã phê duyệt tại Nhật Bản. Nó có sẵn trong viên 0,1 mg.